# Lengefeld (Gera)
Lengefeld und Poris sind als Poris-Lengefeld seit dem 1. Juli 1950 in die Stadt Gera eingemeindet.

## Geographie
Der Ort liegt nördlich des Zoitzberges im südöstlichen Stadtgebiet an der Grenze zu Kauern im Landkreis Greiz.

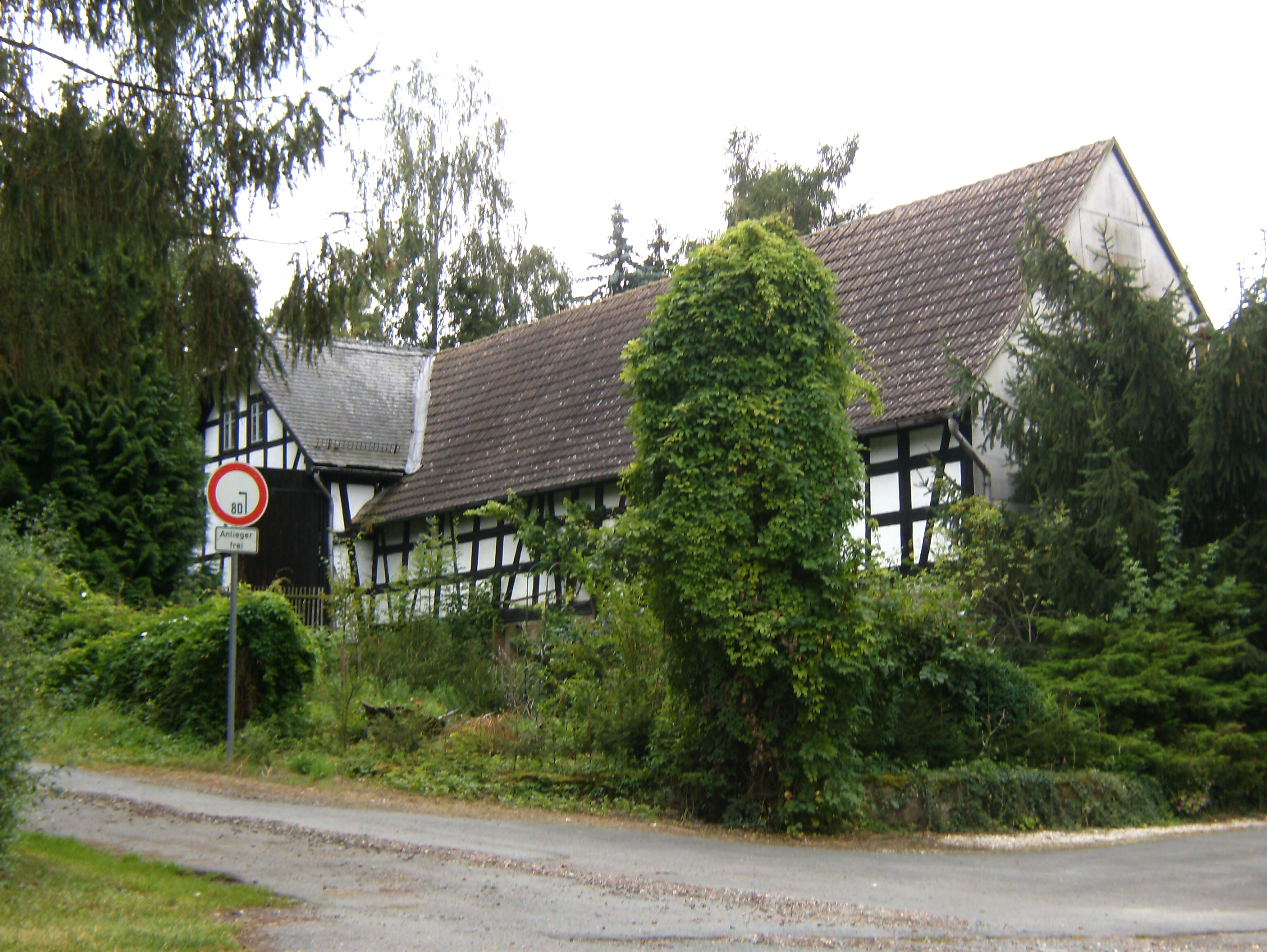
Lengefeld, alte Hofstelle

## Geschichte
Lengefeld wurde urkundlich erstmals am 1. August 1328 erwähnt, als Markgraf Friedrich von Meißen den Vogt Heinrich Reuß von Plauen mit dem gleichnamigen Dorf belehnte. Eine ältere, auf 1184 datierende Schenkungsurkunde des Grafen Sigfrid von Orlamünde an das Kloster Mildenfurth, in welcher ein Heinrich von Leniveld zeugte, gilt als unsicher. Bis 1918 war der Ort zweigeteilt: vier Höfe, die Schmiede und die Gastwirtschaft gehörten zu Sachsen (Ziegenhierdsches Ländchen), zwei Höfe zu Sachsen-Altenburg. Vormals der Pflege Langenberg angehörend und fronpflichtig, wurden sie später dem Rittergut Kauern bzw. der Superintendentur Ronneburg unterstellt. Der Ort pfarrte und schulte nach Liebschütz; er hatte 1834 elf Häuser und 46 Einwohner.
1928, im Rahmen des Flächentausches zwischen den 1919 gegründeten Ländern Sachsen und Thüringen kamen die im Thüringischen liegenden Exklaven zu Thüringen und wurden zur Gemeinde Poris-Lengefeld zusammengefasst. Dem damaligen Landkreis Gera zugehörig erfolgte am 1. Juli 1950 die Eingemeindung in die Stadt Gera.

## Politik
Poris-Lengefeld, bestehend aus Lengefeld und Poris, hat keine Ortsteilverfassung, somit auch keinen Ortsteilrat und keinen Ortsteilbürgermeister.

## Entwicklung der Einwohnerzahl
- 1834: 46

 Datenquelle: Stadtarchiv Gera

## Verkehr
- Lengefeld wird über einen Abzweig von der Landesstraße L 2321 (Zwickauer Straße) erschlossen.
- Es besteht keine ÖPNV-Anbindung im Ort, die GVB-Linie 18 bzw. RVG-Linie 223 sind am Abzweig nach Kaimberg zu erreichen.
- Nächstgelegene Bahnhöfe sind Gera-Zwötzen, Gera Ost und Gera-Gessental.

## Bildung
Im Dorf gibt es keine Kindereinrichtungen und Schulen.
Die nächstgelegenen Kindereinrichtungen sind die
- Kindereinrichtung Wipsezwerge und die
- Kindereinrichtung Zwötzener Spatzennest.

Die nächstgelegene Grundschule ist seit dem Schuljahr 2009/10 in Zwötzen die
- Grundschule 9 Zwötzener Schule.

Die im benachbarten Liebschwitz bis 2009 ansässige Montessori-Grundschule Waldschule Liebschwitz zog im Jahr 2009 um in die Neulandschule, die nun Pfortener Schule Gera genannt wird.
Die nächstgelegene Regelschule ist die
- Staatliche Regelschule 4 in Lusan.